# Mauricio Solís
Mauricio Solís Mora (* 13. Dezember 1972 in Heredia) ist ein ehemaliger costa-ricanischer Fußballspieler.
Solís begann das Fußballspielen bei seinem Heimatverein CS Herediano. Dort kam der Mittelfeldspieler auch ab 1990 zu seinen ersten Einsätzen in der ersten costa-ricanischen Liga. Mit dem Verein, der damals noch costa-ricanischer Rekordmeister war, holte er 1993 auch ihren bislang letzten Meistertitel. Danach ging er drei Jahre ins Ausland, spielte kurze Zeit bei Derby County in England, in Guatemala und bei San José Clash in den USA. 2000 kehrte er für zwei Jahre nach Costa Rica zurück zum damaligen Serienmeister LD Alajuelense und holte zweimal die Landesmeisterschaft. Nach zwei Jahren in Griechenland und in Mexiko folgte ein weiteres Jahr bei Alajuelense mit dem dritten Meistertitel 2005. Seitdem spielt er in Guatemala bei CSD Comunicaciones.
Der international erfahrene Mauricio Solís ist seit langen Jahren eine feste Größe im Nationalteam Costa Ricas und hat seit seinem Debüt 1993 nach Rekordnationalspieler Luis Marín mit 110 Spielen die meisten Einsätze absolviert. Wie Marín war er bei der Fußball-Weltmeisterschaft 2002 in Asien und der Fußball-Weltmeisterschaft 2006 in Deutschland dabei und spielte in allen WM-Spielen seines Landes.
Titel / Erfolge
- Costa-ricanischer Meister: 1993 (Herediano), 2001, 2002, 2005 (Alajuelense)